# Inge Egger

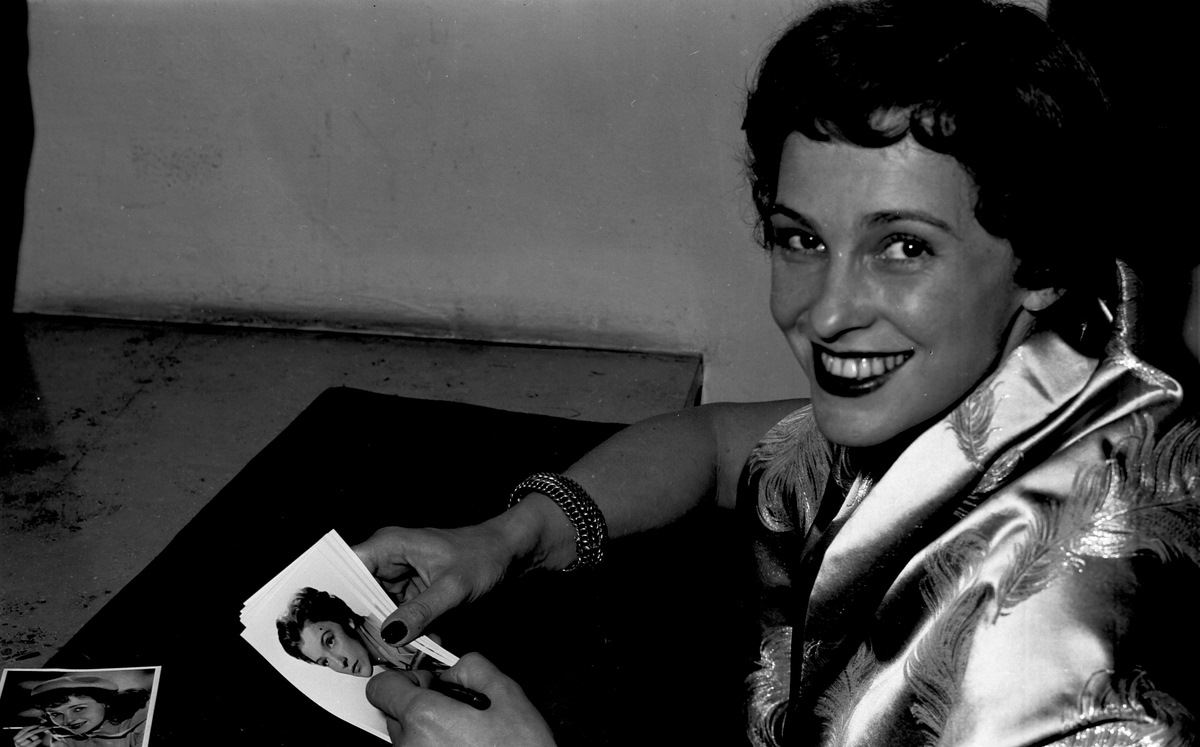
Inge Egger 1955

Ingeborg Gertrud Josefine Egger (* 27. August 1923 in Linz; † 5. September 1976 in Berlin) war eine österreichische Filmschauspielerin.

## Leben
Inge Egger war die Tochter des Kaufmanns Josef Egger und seiner Frau Gertrud, geborene Racher. Sie absolvierte an einem Mädchenpensionat die Matura und machte danach als Stipendiatin der Wien-Film eine Schauspielausbildung am Max Reinhardt-Seminar in Wien. Mit 22 Jahren, nach ihrem ersten kleinen Auftritt in dem Spielfilm Schrammeln 1944 an der Seite von Hans Moser, wurde sie 1945 vom Theater in der Josefstadt engagiert und erhielt einen sechsjährigen Vertrag. Sie spielte in Stücken wie Klabunds Der Kreidekreis und Friedrich Schillers Kabale und Liebe und ging 1949 mit Henrik Ibsens Die Frau vom Meer an der Seite von Hauptdarstellerin Paula Wessely auf Deutschland-Tournee.
Als Handwerkerstochter in Das vierte Gebot übernahm sie ihre erste Hauptrolle und galt seitdem als talentierter Nachwuchsstar. Bekannt und beliebt wurde Inge Egger durch ihre Hauptrolle in dem Film Fanfaren der Liebe (Regie: Kurt Hoffmann, 1951), in dem auch Ilse Petri, Dieter Borsche und Georg Thomalla mitwirkten. Sie spielte in der Folgezeit mit Willy Birgel (Die Toteninsel, 1955) und in Musikkomödien mit Peter Alexander und Vico Torriani. 
Da sie meist stereotypisch als schlichtes „Hascherl“ in konventionellen Filmen eingesetzt wurde, erhoben Kritiker immer öfter den Vorwurf, Inge Egger verschwende ihr Talent in schlechten Filmen. Krankheit, private Probleme und eine negative Berichterstattung in den Medien veranlassten sie, sich aus dem Filmgeschäft zurückzuziehen. Inge Egger ging 1956 nach Berlin und trat in Theaterrollen an der Komödie am Kurfürstendamm auf. Einige Nebenrollen in Filmen des Jahres 1960 und die Mitwirkung in dem Satirestreifen Wir Kellerkinder hielten ihre Abwendung vom Filmgeschäft nicht mehr auf.
Von 1960 bis 1973 arbeitete Inge Egger als medizinisch-technische Assistentin beim Berliner Bundesgesundheitsamt. 1976 starb sie in Berlin an einem Krebsleiden.

## Filmografie
- 1944: Schrammeln
- 1945: Leuchtende Schatten
- 1947: Urlaub im Schnee
- 1948: Der himmlische Walzer
- 1949: Höllische Liebe
- 1950: Das vierte Gebot
- 1950: Auf der Alm, da gibt’s koa Sünd
- 1950: Die fidele Tankstelle
- 1951: Eva im Frack
- 1951: Hochzeit im Heu
- 1951: Die Alm an der Grenze
- 1951: Fanfaren der Liebe
- 1951: Sündige Grenze
- 1951: Die Dame in Schwarz
- 1952: Der eingebildete Kranke
- 1952: Meine Frau macht Dummheiten
- 1952: Ideale Frau gesucht
- 1952: Ich hab’ mich so an Dich gewöhnt
- 1952: Wir tanzen auf dem Regenbogen
- 1953: Das Dorf unterm Himmel
- 1953: Die Rose von Stambul
- 1953: Fanfaren der Ehe
- 1953: Dein Herz ist meine Heimat
- 1954: Der rote Prinz
- 1954: Dein Mund verspricht mir Liebe
- 1954: Konsul Strotthoff
- 1954: Glückliche Reise
- 1955: Musik, Musik und nur Musik
- 1955: Die Toteninsel
- 1955: Suchkind 312
- 1956: Der Mustergatte
- 1956: Ein Mann muß nicht immer schön sein
- 1956: Der Fremdenführer von Lissabon
- 1957: Die liebe Familie (TV)
- 1958: Kleine Leute mal ganz groß
- 1959: Ausflug mit Damen (TV)
- 1959: Lockvogel der Nacht
- 1960: Das kunstseidene Mädchen
- 1960: Wir Kellerkinder
- 1960: Die junge Sünderin
- 1960: Es ist soweit (Mehrteiler)